# Ahyi
Der Ahyi ist ein unterseeischer Vulkan im nördlichen Gebiet der Inselgruppe der Marianen, etwa 18 km südöstlich der Insel Farallon de Pajaros.
Der Gipfel des Vulkans liegt derzeit 137 m unter der Wasseroberfläche. Es wurden bereits mehrmals Verfärbungen des Meerwassers über dem Vulkan beobachtet. Am 24. und 25. April 2001 wurden von der seismischen Station auf dem Rangiroa-Atoll (Tuamotu-Archipel) explosive untermeerische Eruptionen aufgezeichnet. Das Ereignis konnte gut eingegrenzt werden (±15 km) auf eine Gegend nahe der südlichen Basis des Ahyi.

## Quelle
- Ahyi im Global Volcanism Program der Smithsonian Institution (englisch)